# Horatosphaga stylifera
Horatosphaga stylifera är en insektsart som först beskrevs av Heinrich Hugo Karny 1910.  Horatosphaga stylifera ingår i släktet Horatosphaga och familjen vårtbitare. Inga underarter finns listade i Catalogue of Life.